# Gingee

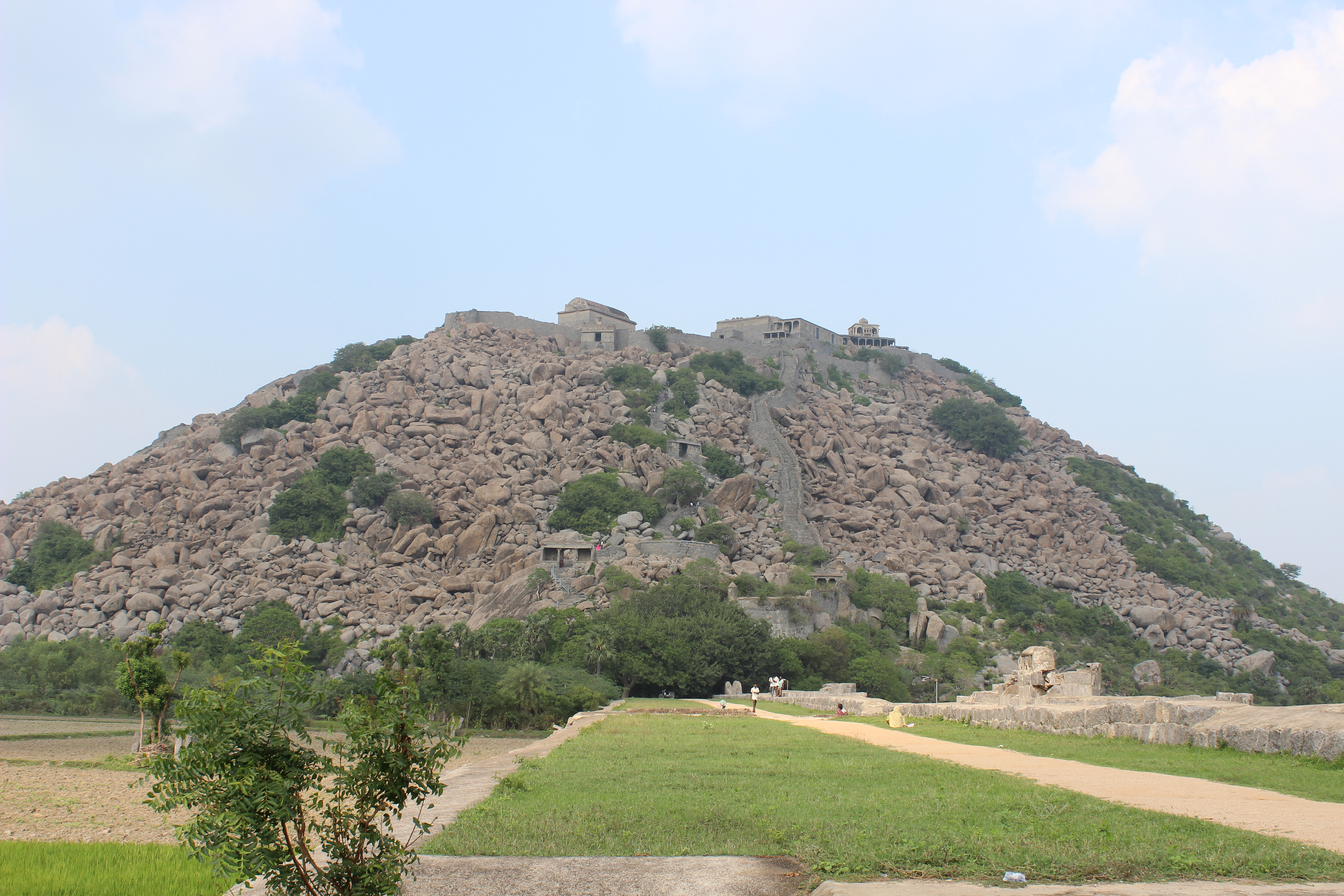
Peñón del Fuerte de Gingee.

Gingee o Gingi (antiguamente, Senji, Jinji) es un pueblo panchayat en el distrito de Viluppuram (antiguo distrito de South Arcot) del estado federado de Tamil Nadu de la India. Gingee (Senji) es una ciudad panchayat en el distrito de Villupuram  en el estado indio de Tamil Nadu. La ciudad más cercana con estación de ferrocarril es Tindivanam, a 28 km y Thiruvannamalai, a 37 km. Gingee se encuentra situada entre tres colinas que cubren un perímetro de 3 km.
Gingee es famosa por su fuerte, una popular atracción turística. 

## Geografía
Gingee se encuentra a 12°15′N 79°25′E / 12.25, 79.42. Tiene una elevación promedio de 92 metros. Gingee está a 147 km de Chennai y a 64 km de Puducherry (Pondy).
La localidad está rodeada por varias colinas de rocas volcánicas. Cada una de estas colinas tiene una cumbre muy irregular y una roca estratificada central, coronada con enormes rocas redondeadas. Aunque la tierra es seca y árida, su paisaje es único. Las colinas de alrededor están desprovistas de vegetación, excepto por espesos arbustos espinosos. Las fortificaciones de Gingee que se encuentran en tres de esas colinas fueron erigidas en su mayor parte por la dinastía Vijayanagar en el siglo XVI, aunque hay estructuras del siglo XIII.

## Historia
La dinastía Kon asentó la base del Fuerte de Gingee en 1190. El fuerte fue reconstruido más tarde por la dinastía Chola en el siglo XIII. En 1638, Gingee quedó bajo el control del Sultanato de Bijapur de Vijayanagar. En 1677, estaba bajo el control del rey maratha, Shivaji. En 1690, quedó bajo los mogoles, cuando se convirtió en el cuartel general de Arcot. Cambió de manos con los franceses en 1750, y luego pasó a los británicos en 1762. Durante este tiempo, muchas características escultóricas de Gingee fueron trasladadas a Pondicherry por los franceses.

## Monumentos
Además del complejo de fortificaciones, Gingee tiene diversos monumentos religiosos.

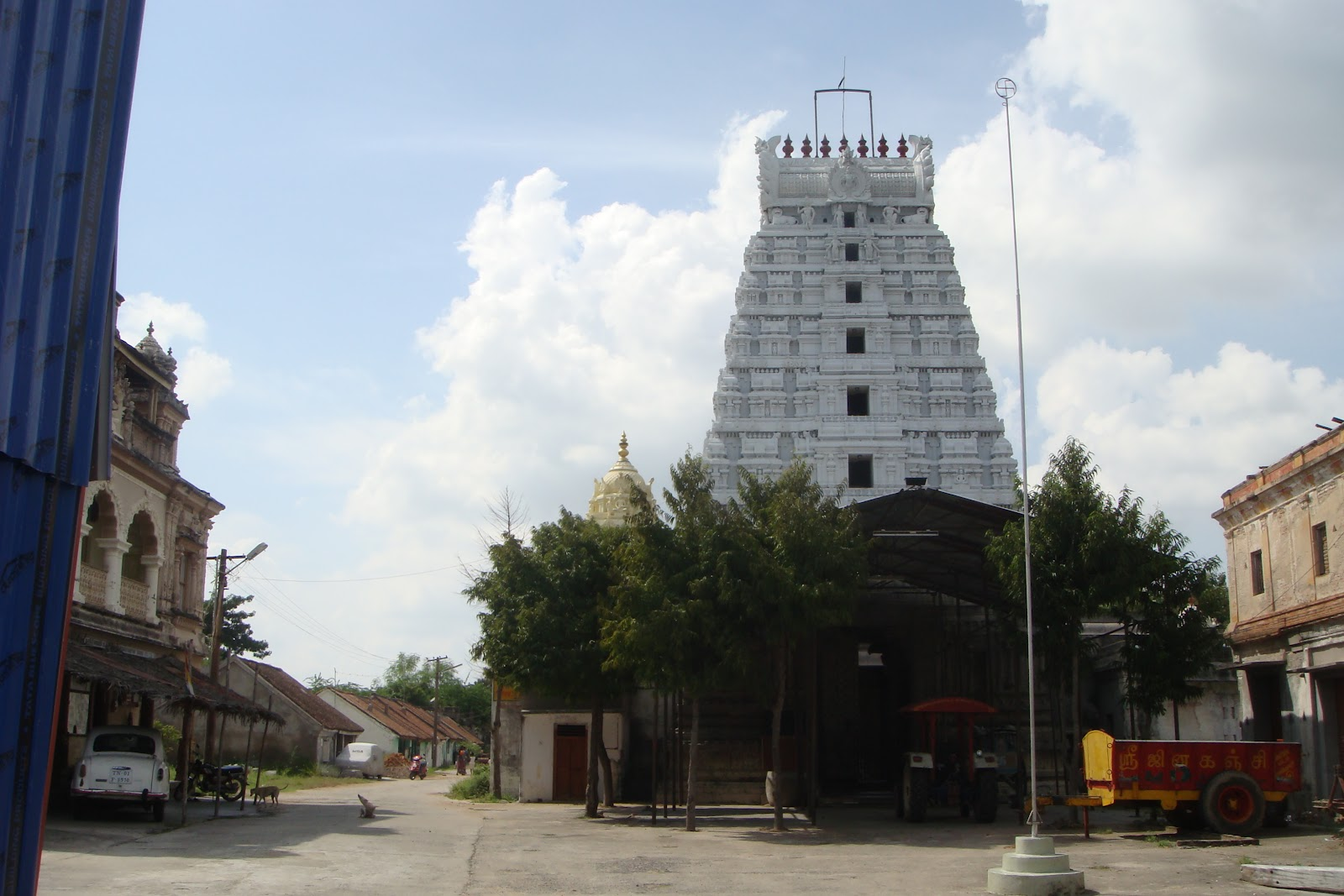
Mel Sithamur Jain Math, residencia de Laxmisena Bhattaraka.

- Templo de Shiva, situado debajo del fuerte Rajagiri y construido en el período del Raja Desingu.
- Templo de Ranganathar, situado en una pequeña colina en la aldea de Singavaram, muy cerca del fuerte de Gingee.[5]
- Templo Pasumalai Murugan en el pueblo de Mel Olakkur, también situado cerca de Gingee.
- Mel Sithamur Jain Math, residencia de Laxmisena Bhattaraka, una matha jainista, cerca de Gingee.

Mel Sithamur Jain Math es un Jain Matha que está cerca de Gingee. Es el centro religioso de la comunidad jainista tamil. El área de Villupuram ha sido un importante centro de jainismo desde la antigüedad.